# 타이탄 IIIC
타이탄 IIIC는 미국의 3단 타이탄 IIIA에 추력 600톤의 대형 고체로켓 부스터 2개를 붙인 것이다.

## 역사
1965년부터 1982년까지 36회 발사하여 31회 성공했다.
타이탄 I과 같은 기본형에 대형 고체연료 부스터 2개를 붙인 외양의 타이탄 로켓 시리즈는 모델명은 바뀌어도, 1965년부터 2005년까지 계속 사용되었다. 2005년 마지막 발사된 모델은 타이탄 IV 로켓이다.
이러한 타이탄 시리즈는, 에어로진 50과 사산화이질소의 독성이 문제점이었고, 발사비용이 너무 비쌌다.
에어로진 50과 사산화이질소는 러시아, 중국, 북한 등에서 단거리 스커드 미사일부터 ICBM, 우주 로켓에 광범위하게 사용하는 액체연료로, 상온에서 보관이 가능하지만, 독성이 매우 강하고, 가격이 비싸다. 반면에 등유와 액체산소는 연료 가격이 매우 싼 대신에, 액체산소가 극저온 연료라서, 보관이나 취급이 매우 까다롭다.
따라서 타이탄 IV 로켓 시리즈를 모두 퇴역시키고, 개발사인 록히드 마틴은 2018년 기준으로 아틀라스 V를 사용 중이다. 세계에서 가장 발사비용이 싸다는 러시아 RD-180 엔진을 사용한다. 나로호에 사용된 엔진이다. 록히드 마틴의 경쟁사인 보잉은 델타 IV를 발사중이다. 모두 극저온 액체연료 엔진이다.

## 우주개발경쟁
미국은 1957년 소련의 스푸트니크 1호에 충격을 받아서, 우주 로켓 개발을 매우 급성장 시켰다.
- 1957년, 소련 스푸트니크 1호 발사, 미국에 스푸트니크 쇼크 발생
- 1959년, 마틴 컴퍼니, 타이탄 I ICBM 최초발사, 2단 액체연료, 미국의 2번째 ICBM
- 1961년 4월, 소련 유리 가가린 세계 최초 유인 우주비행
- 1961년 5월, 존 F. 케네디 대통령, 소련과의 우주경쟁 승리를 위한 아폴로 계획 발표
- 1961년, 머큐리 계획과 아폴로 계획의 시간 간격을 메우기 위한 제미니 계획 시작
- 1961년, 마틴 컴퍼니, 마리에타 컴퍼니와 합병, 마틴 마리에타 출범
- 1962년, 마틴 마리에타, 타이탄 II ICBM 최초발사, 2단 액체연료, 타이탄 I 보다 50% 대형
- 1964년, 타이탄 II GLV 최초발사, 2단 액체연료, 타이탄 II ICBM을 우주로켓으로 개량
- 1964년, 타이탄 IIIA 우주로켓 최초발사, 3단 액체연료
- 1965년, 타이탄 IIIC 우주로켓 최초발사, 타이탄 IIIA에 600톤 추력인 대형 고체로켓 부스터 2개(1200톤 추력) 장착
- 1966년, 제미니 계획 종료
- 1967년, 아폴로 1호 화재사고
- 1969년, 아폴로 11호 세계 최초 유인 달착륙, 소련과의 우주경쟁을 이겼다고 미국 환호
- 1972년, 아폴로 17호 마지막 유인 달착륙